# Monomontia flava
Monomontia flava is een hooiwagen uit de familie Triaenonychidae.